# Annullamento (diritto amministrativo)
L'annullamento, nel diritto amministrativo, è l'istituto mediante il quale viene fatta perdere efficacia ad un precedente atto amministrativo. Tale istituto può essere l'effetto di una sentenza di un giudice amministrativo, oppure può essere operata in via di autotutela da parte della pubblica amministrazione stessa.

## Richiesta
L'annullamento di un atto amministrativo può essere richiesto:
- dall'interessato, tramite il ricorso amministrativo: in tal caso, in caso di accoglimento della domanda, sarà un giudice amministrativo tramite una sentenza passata in giudicato ad annullare concretamente tale atto;
- d'ufficio, cioè è disposto dalla stessa pubblica amministrazione;

## Effetti
L'annullamento ha efficacia retroattiva: l'annullamento fa venir meno l'atto invalido dal momento in cui è stato emanato e con esso tutti i suoi effetti.
In alcuni casi è possibile che non sia possibile ripristinare esattamente la situazione iniziale: è inammissibile, per esempio, quando dall'annullamento verrebbero pregiudicate le posizioni giuridiche di terzi di buona fede; in questi casi la retroattività non è applicata completamente.

## Termini

### Nell'impugnazione
Nel caso l'annullamento sia richiesto dalle parti interessate a mezzo di ricorso innanzi al giudice amministrativo, questo deve essere fatto valere entro 60 giorni dal momento in cui è stato notificato l'atto o da quello in cui l'interessato ne è venuto a conoscenza. Il termine è maggiore se l'atto rispetto al quale si vuole far valere l'annullabilità, è lesivo di un diritto soggettivo e non di un interesse legittimo; in questo caso i termini sono quelli previsti per i diritti lesi.
Scaduto il termine, gli interessati non possono più richiedere l'annullamento dell'atto amministrativo viziato, e si parla di consolidazione per inoppugnabilità.

### In caso di autotutela
Nell'ambito dell'autotutela della pubblica amministrazione, questa può annullare l'atto viziato entro termini previsti a pena di decadenza e, in ogni caso, al ricorrere di un interesse pubblico apprezzabile, il quale non può ritenersi sussistente, in re ipsa, nel mero ripristino della legalità.